# Janamuato
Janamuato es una localidad mexicana ubicada en el estado de Michoacán, dentro del municipio de Puruándiro. El pueblo fue fundado a principios de 1800, alrededor de lo que fuera un mesón que utilizaban los arrieros como punto de descanso en sus viajes de la costa al centro del país.

## Geografía
- Altitud: 1938 metros;
- latitud: 20°6′ N;
- longitud: 101°36′ O

## Economía
Su principal actividad económica es la agricultura, avicultura, floricultura y minería.

## Festividades
La comunidad de Janamuato cuenta con tres festividades principales, la más importante es la fiesta en honor a la Santísima Trinidad (Santo Patrono de la comunidad) es la festividad más grande y se celebra cada año el domingo siguiente a la festividad  de pentecostés, esta festividad era conocida originalmente como la feria de los elotes, esto debido a que durante el día de la fiesta abundaban los puestos de elotes. El día de la fiesta por la madrugada la banda de música acompañada por mucha gente toca por las calles del pueblo, llevando las mañanitas a todas las personas que llevan el nombre de Trinidad. Por la noche en la plaza se pueden comer ricos antojitos mexicanos, escuchar música de banda y se quema un castillo a la media noche.
Otra de sus festividades es el día 12 de octubre de cada año ya que por la madrugada, la gente acostumbra subir en un trayecto de 3 horas a pie a la Joya, cráter ubicado en la cima del cerro Grande, donde se encuentra la imagen de la virgen de Guadalupe para asistir a una misa. Según una leyenda la virgen se apareció en ese lugar para evitar que el volcán hiciera erupción.
Otra festividad importante se realiza el día 12 de diciembre en honor de la virgen de Guadalupe. También en esta fecha la banda de música toca por las calles, llevando las mañanitas a todas las personas que llevan el nombre de Guadalupe.